# Bad Attitudes
Pour plus de détails, voir Fiche technique et Distribution.
Bad Attitudes est un téléfilm de comédie américain réalisé par Alan Myerson, diffusé en 1991.

## Synopsis
Des parents confient leurs adolescents rebelles à une colonie de vacances dans un camp disciplinaire "vacances sans frontières" pendant les deux mois d'été. L'année suivante les adolescents fuient et montent illégalement dans l'avion privé de Norman Decker, un milliardaire qui a placé une bombe à bord de l'avion pour récupérer l'assurance. Jurgen et Angela, deux terroristes qui préparent un attentat montent dans le même avion et prennent les enfants en otage pensant qu’ils sont les enfants de Decker, alors qu’il n’a pas d’enfants.

## Fiche technique
- Titre : Bad Attitudes
- Titre alternatif : Bad Kids
- Réalisation : Alan Myerson
- Scénario : Caleb Carr
- Photographie : Jacek Laskus (de)
- Musique : Peter Rodgers Melnick
- Production : James A. Dennett
- Pays :  États-Unis
- Langue : Anglais
- Société de production : FNM Films
- Société de distribution : Fox Network
- Format : Couleur - Stéréo - 35 mm - 1.33:1
- Durée : 92 min
- Dates de diffusion : 
  -  États-Unis Bad Attitudes : 11 septembre 1991
  -  France Bad Kids : 1991
  -  Brésil Em Busca de Confusão : 1991 [2]
  -  République tchèque Špatné chování : 1991 [3]
  -  Roumanie Atitudine negativa : 1991 [4]

## Distribution
- Jack Evans (VF : Emmanuel Garijo) : Dabney Mitchell
- Ethan Embry (VF : Sophie Arthuys) : Cosmo Coningsby
- Ellen Blain (VF : Morgane Flahault) : Jenny
- Eugene Byrd (VF : Jackie Berger) : James
- Meghann Haldeman : Angela
- Maryedith Burrell : Katyana
- Richard Gilliland (VF : Roger Lumont) : Jurgen
- Francis X. McCarthy (VF : Henri Labussière) : Hansen
- Raymond Forchion (VF : Patrice Keller) : L'agent Russell
- Jack Kehler (VF : Jacques Ciron) : Bane
- Phil Proctor : Norman Decker
- Ralph Bruneau : Tim Mitchell
- Robert Firth : Phil
- Tony Longo : Bruce
- Jeff Michalski : le père de Jenny
- Maggie Roswell : La mère d'Angela
- Alan Shearman : Peters

## Critiques
Erickson Hal considère le film comme un clone de  Maman, j'ai raté l'avion (1990),.